# XXXIII століття до н. е.
XXXIII століття до нашої ери — часовий проміжок між 1 січня 3300 року до н. е. та
31 грудня 3201 року до н. е.

## Події

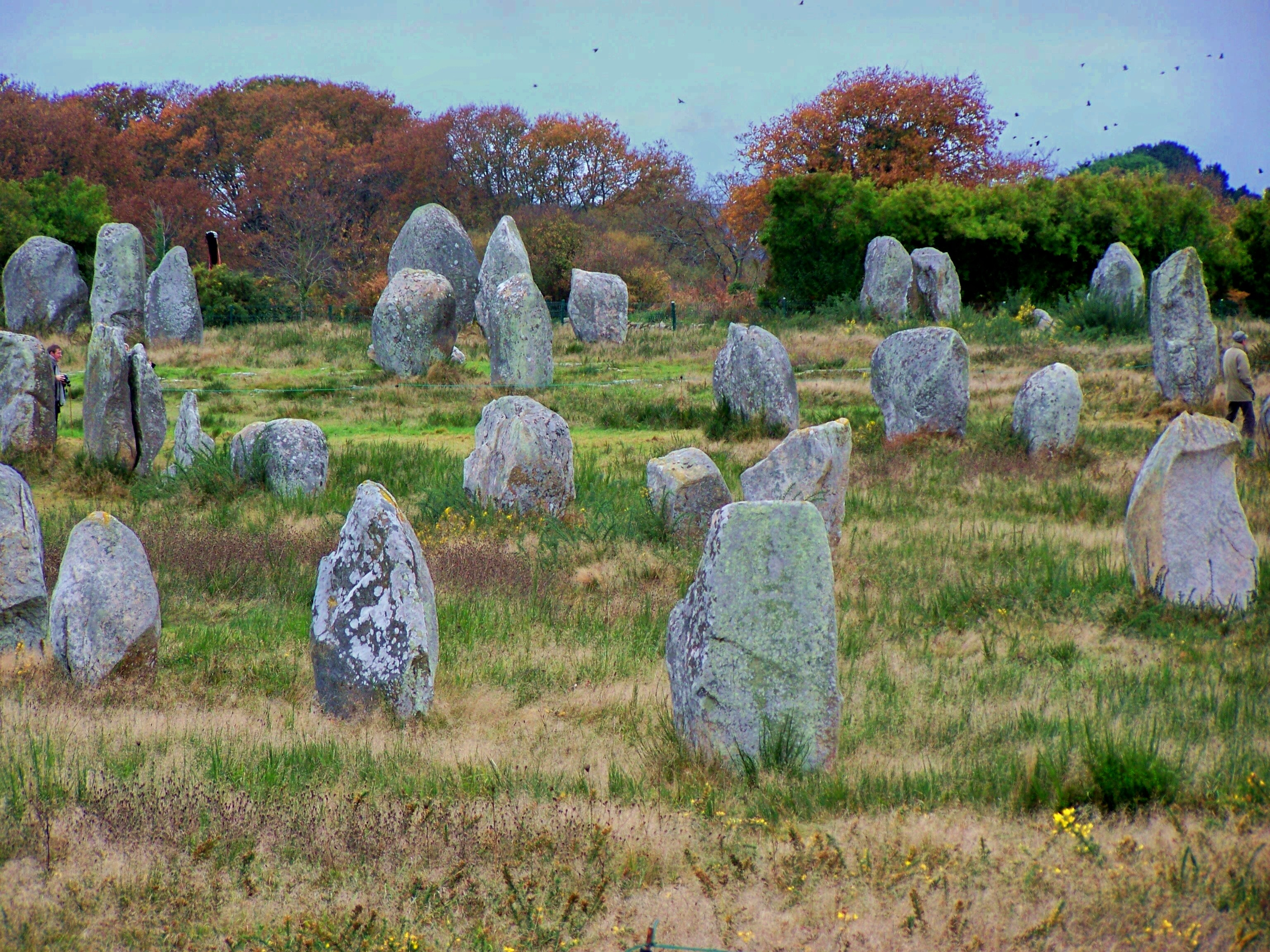
Кам'яні алеї Ле-Менек, комплекс «Камені Карнаку»

- 3300 до н. е. — бронзова доба розпочалася на Близькому Сході[1].
- 3300 до н. е. — початок Ранньої хараппської фази Індської цивілізації[2]
- Кам'яні алеї Ле-Менек, комплекс «Камені Карнаку»Бл. 3300 до н. е. — найбільш інтенсивна фаза спорудження мегалітичного комплексу Камені Карнаку, Бретань, Франція[3].
- Період життя Етці (крижана мумія людини епохи пізнього неоліту, знайдена в Тірольських Альпах)[4].